# Bahrenfleth
Bahrenfleth település Németországban, Schleswig-Holstein tartományban. Lakosainak száma 576 fő (2023. december 31.).

## Népesség
A település népességének változása:
| Lakosok száma | 546  | 586  | 556  | 554  | 563  | 566  | 576  |
|               | 1975 | 2014 | 2017 | 2019 | 2021 | 2022 | 2023 |